# Carleton H. Wright
Carleton Herbert Wright (2 de junio de 1892 - 27 de junio de 1970) fue un almirante de la Armada de los Estados Unidos (USN) que combatió en la Primera y la Segunda Guerra Mundial.

## Biografía

### Inicios de su carrera
Wright se graduó de la Academia Naval de Estados Unidos en 1912, quedando en la 16.ª posición de entre los 156 graduados de su promoción. Durante la Primera Guerra Mundial sirvió a bordo del USS Jarvis en Queenstown en diversas labores de minado del mar. Tras la guerra, Wright asistió a varios cursos de la Armada entre 1918 y 1920. Entre 1920 y 1935 desempeñó una gran variedad de cargos en diversos buques. Entre 1935 y 1936 se le confió el mando de la 18.ª división de destructores. Entre 1936 y 1938 formó parte del personal del Comsofor y hasta 1941 del depósito naval de Yorktown.

### Segunda Guerra Mundial
Con el estallido de la Segunda Guerra Mundial, Carleton H. Wright fue el capitán del crucero estadounidense Augusta. Wright fue ascendido a contralmirante en mayo de 1942, siendo el subordinado de William Halsey, quien libró la Batalla de Guadalcanal. Wright condujo a su fuerza naval formada por cinco cruceros y cuatro destructores contra el llamado Tokio Express, una flota japonesa formada por 8 destructores. En la noche del 30 de noviembre de 1942, durante la Batalla de Tassafaronga, la fuerza de Wright logró hundir un destructor japonés, perdiendo uno de sus cruceros y resultando dañados otros tres, quedando su flota fuera de combate durante nueve meses.
Wright fue galardonado con la Cruz de la Armada por su actuación en la batalla, que sería una de las peores derrotas navales que Estados Unidos sufriría en la Segunda Guerra Mundial, siendo además reasignado en el personal de marina en Washington D. C.. Más tarde, en 1944, se le confiaría el mando de la 4.ª División de cruceros en el Pacífico Central, antes de ser de nuevo reubicado como comandante del 12.º Distrito Naval en San Francisco. Ostentando Wright aún el mando de este distrito ocurrió el llamado desastre de Port Chicago y el posterior motín de Port Chicago, siendo Wright quien dirigió los esfuerzos de recuperación tras la catástrofe.

### Posguerra
En marzo de 1946, se convirtió en el inspector general de la Flota del Pacífico y la zona del Océano Pacífico. Wright sirvió más adelante como comandante adjunto en las Islas Marianas antes de retirarse de la Marina de los EE. UU. en octubre de 1948. Murió en Claremont, California, el 27 de junio de 1970.